# Saru Kani Gassen

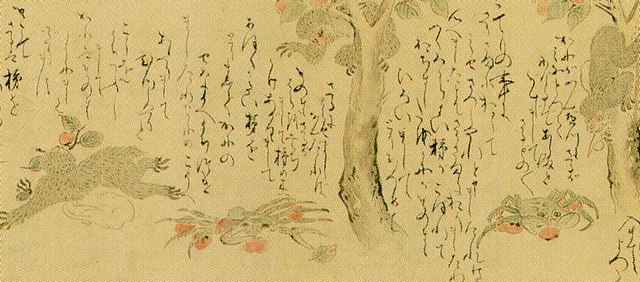
Saru Kani Gassen Emaki, un raro emakimono de este cuento en el periodo Edo

Saru Kani Gassen, también conocido como Batalla del mono y el cangrejo (さるかに合戦 saru kani gassen?) o La lucha del mono y el cangrejo, es un cuento popular japonés. En la historia, un astuto mono mata a una cangrejo y es más tarde asesinado en venganza por la descendencia de la misma. La justicia retributiva es el tema principal de la historia.
La traducción del reverendo David Thomson, The Battle of the Monkey and the Crab (La batalla del mono y el cangrejo), fue publicada en el tercer volumen de la serie de cuentos de hadas japoneses por Hasegawa Takejirō en 1885. Andrew Lang incluyó una versión de alguna manera censurada en The Crimson Fairy Book (1903) y Yei Theodora Ozaki lo incluyó en su Cuentos de hadas japoneses (1908).

## Sinopsis
Un cangrejo encuentra una bola de arroz cuando iba caminando. Un mono muy astuto convence al cangrejo de que le cambie la bola de arroz por una semilla de caqui. El cangrejo está disgustado al principio con el cambio, pero al plantar las semillas crece un árbol con abundante fruta. El mono acepta trepar al árbol y conseguir fruta para el cangrejo, pero luego se come la fruta él solo, en lugar de compartirla con el cangrejo. Al protestar el cangrejo el mono le arroja con mucha fuerza una fruta que no está todavía madura, haciéndole una grave herida que le provoca la muerte. Debido al golpe, el cangrejo da a luz antes de morir.
Las  crías del cangrejo planean la venganza contra el mono. Con ayuda de muchos aliados (una castaña, un mortero, una abeja y una boñiga de vaca) van a la casa del mono. La castaña se esconde en la chimenea del mono, la abeja en un balde de agua, la bosta de vaca en suelo sucio y el mortero en el techo. Cuando el mono vuelve a casa intenta calentarse en la chimenea, pero la castaña golpea al mono para que se queme. Cuando el mono intenta enfriarse las quemaduras en el balde de agua la abeja lo pica. Cuando el asustado mono intenta correr fuera de la casa la bosta de vaca se mueve y lo hace tropezar y entonces el mortero cae del techo aplastando el corazón del mono, matándolo.

## Variantes

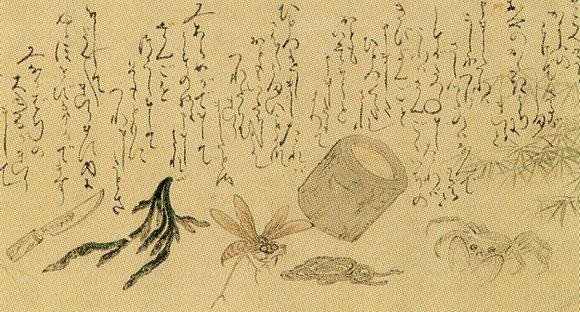
Los niños de la cangrejo buscan venganza con la ayuda de un mortero, una serpiente, una abeja, un arame (una especia de alga), y un cuchillo de cocina.

El nombre de la historia, la lista de aliados, y los detalles de los ataques cambian en diferentes partes de Japón. Por ejemplo en Kansai uno de los aliados es una cantidad de aceite. En una versión de la historia publicada en un libro de texto japonés en 1887, un huevo aparece en lugar de una castaña y un pedazo de alga remplaza a la bosta de vaca. El huevo ataca al mono explotando y el alga se desliza bajo sus pies. 
En la versión de la historia publicada por Andrew Lang, la cangrejo reúne la fruta lanzada por el mono y no es asesinado, pero el mono la da por muerta.
Versiones modernas de la historia a menudo rebajan la violencia. El título "El cangrejo y el mono" o "La historia del mono y el cangrejo", reducen de manera similar la violencia del título más antiguo "La batalla del mono y el cangrejo". 
En una versión completamente diferente de la historia, cuando el mono trepa al árbol y toma todas las frutas, la cangrejo le aconseja colgar su canasta de frutas de una rama. Cuando el mono cuelga su canasta en una delgada rama, ésta se rompe y la canasta de frutas cae. La cangrejo rápidamente se lleva las frutas y excava un hoyo. El mono entonces decide defecar sobre la cangrejo, y apoya su trasero en el hoyo. La cangrejo rápidamente afeita el trasero del mono, y esta es la razón por la cual hoy día los monos tienen el trasero sin pelo y a los cangrejos les crece pelos en las manos.
Historias similares involucrando a un cangrejo y un mono, o un mono y un sapo, u otras criaturas buscando venganza, pueden ser encontradas en China, Corea y Mongolia así como también los Ainu.